# Charles Gumery
Charles-Alphonse-Achille Gumery (14 de junio de 1827-19 de enero de 1871) fue un escultor francés muchas de cuyas obras adornan o han adornado la Ópera Garnier, como el grupo de la danza que se le encargó para sustituir el de Jean-Baptiste Carpeaux. 

## Datos biográficos
Aunque nació en el barrio de Vaugirard en París, Charles Gumery era originario de la villa de Passy, hoy en día incluida en el XVI Distrito de París, donde su padre, Nicolas, fue maestro de escuela. Entonces residía en el número 11 de la calle de Eaux, actualmente desaparecida. Más tarde, el hijo de Charles, el pintor Adolphe Gumery, volvió a la misma calle de Passy rebautizada como Rue Raynouard (en el n.º 43), en una casa inmediatamente pegada a ella (en el n.º 47) había vivido Honoré de Balzac y donde ahora se ubica el Museo de la Casa de Balzac.
Alumno de Armand François Toussaint (1806-1862) en la École des Beaux-Arts en París, Prix de Rome de escultura en 1850 y pensionado en la Villa Médici, Charles Gumery se convirtió en uno de los escultores más célebres del Segundo Imperio Francés. Fue nombrado caballero de la Legión de Honor el 29 de junio de 1867.
Cuando, en la mañana del 29 de agosto de 1869 se descubrió que el grupo de la danza firmado por Jean-Baptiste Carpeaux en la fachada de la ópera Garnier , había aparecido empapado de tinta. se cree que fue el gesto de alguien escandalizado por la desnudez de las figuras de Carpeaux. Charles Garnier , quien ya había encargado a Gumery dos grupos dorados para la cornisa del Palacio Garnier, le pidió esculpir una pieza de reemplazo para La Danse desfigurada de Carpeaux. Con la guerra franco-prusiana del año siguiente, seguida por la Comuna de París , durante la cual Gumery murió en París en circunstancias poco claras durante las privaciones del sitio de París en 1871; hubo muchos muertos de hambre, y después de la muerte de Carpeaux en 1875, el escándalo quedó en el olvido: el grupo de Carpeaux se mantuvo en su lugar y, La Danse de Gumery se conserva en el Musée des Beaux-Arts de Angers.
Fue enterrado en el cementerio de Montmartre donde la estela que adorna su tumba está coronada por su busto realizado por el escultor Jean Gautherin que fue su alumno.

## Obras

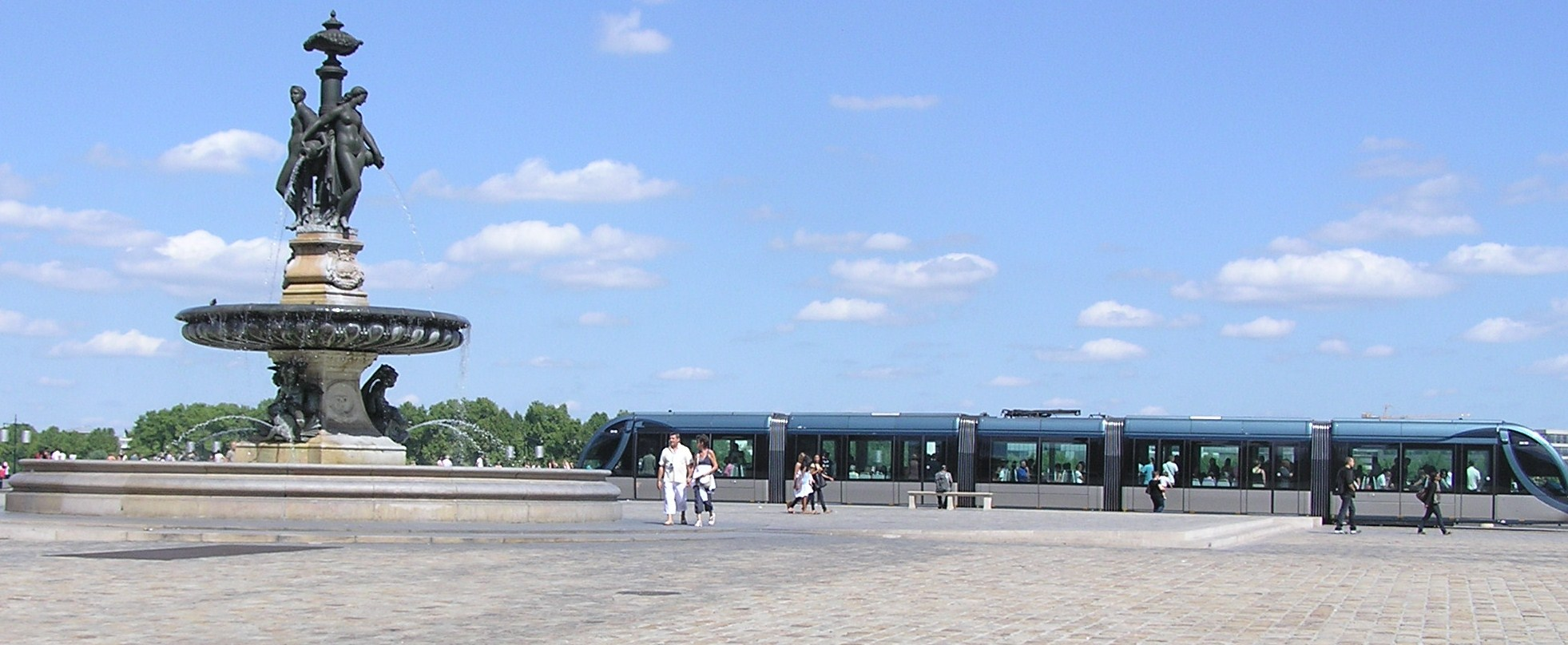
Fuente de las tres gracias, en la plaza de la Bolsa, en Burdeos

Entre las mejores y más conocidas obras de Charles Gumery se incluyen las siguientes:
- Aquiles herido en el talón por la flecha de Paris, con la que ganó el Premio de Roma. Conservada en la Escuela Nacional Superior de Bellas Artes de París[5]
- los grupos dorados de L'Harmonie y La Poésie , coronando los pabellones del Palais Garnier
- Circe en la fachada sur de la Cour Carrée del palacio del Louvre, 1860
- la figura de Ámsterdam en la Gare du Nord , en torno a 1846
- la figura de la Templanza en la Fontaine Saint-Michel , 1858-60
- Danae, terracota conservada en el Museo de Orsay[6]

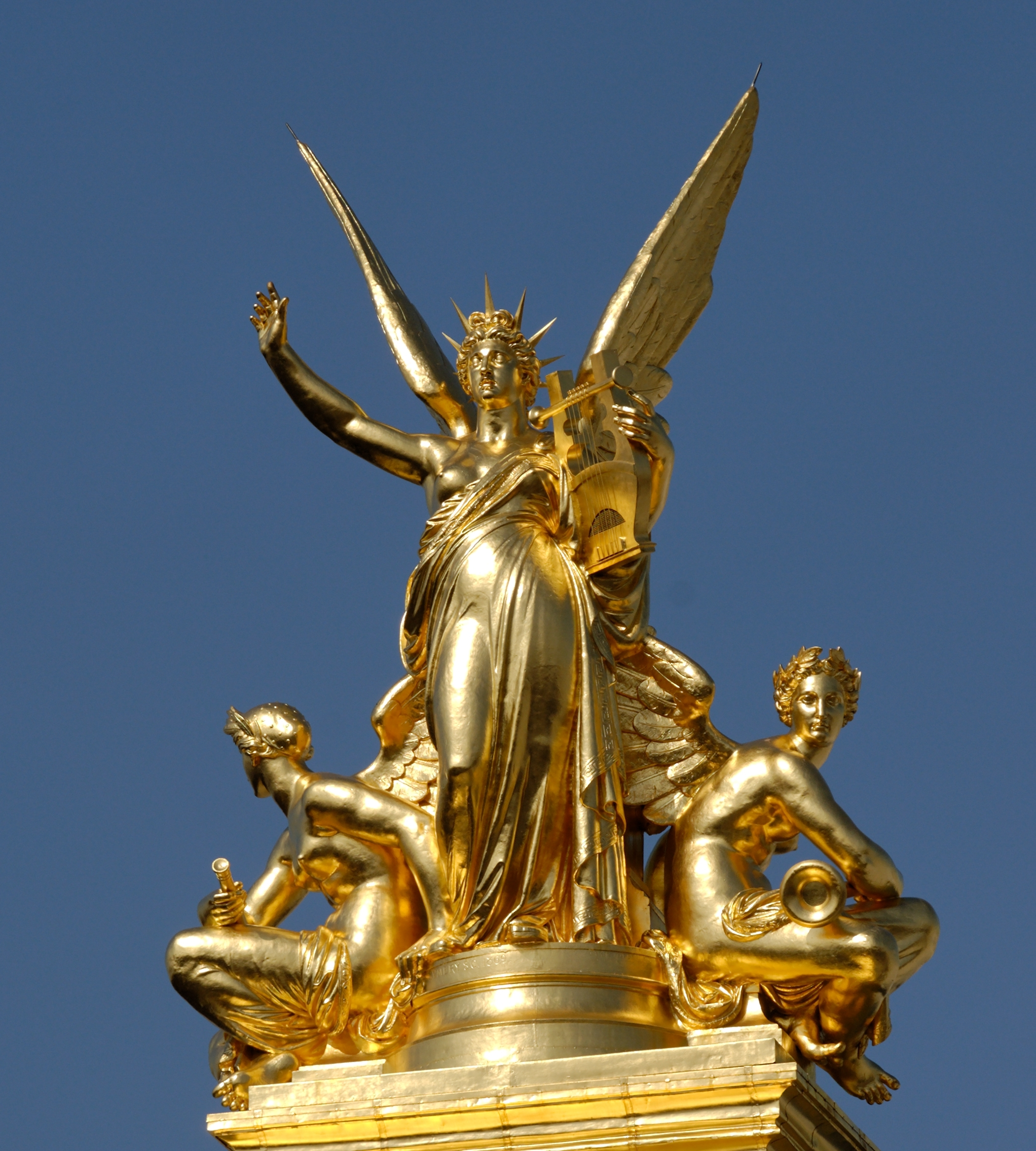
La Armonía (del francés: L'Harmonie), cúspide o coronación izquierda de la Ópera Garnier.
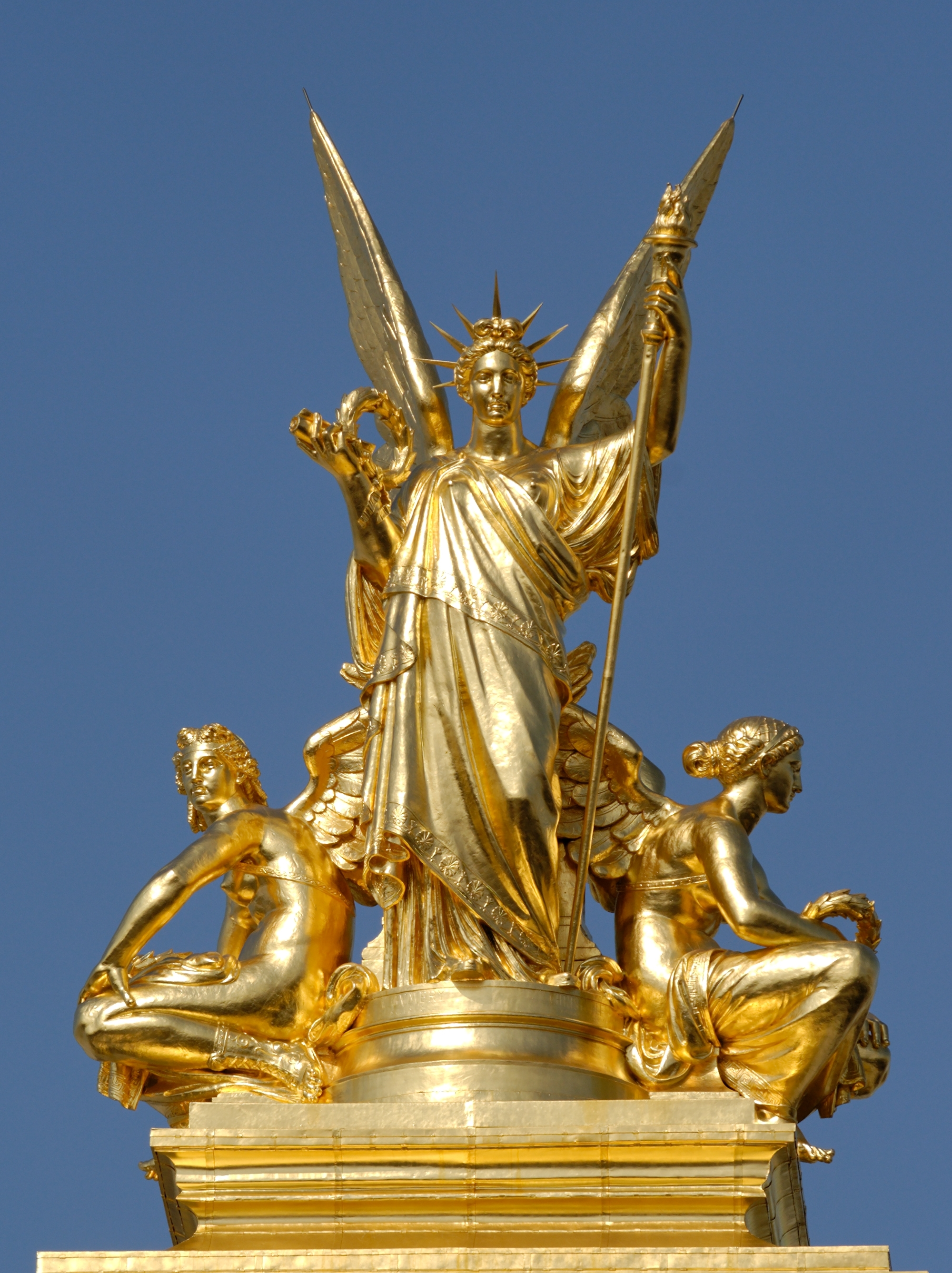
La Poesía (del francés: La Poésie )', cúspide o coronación derecha de la Ópera Garnier.
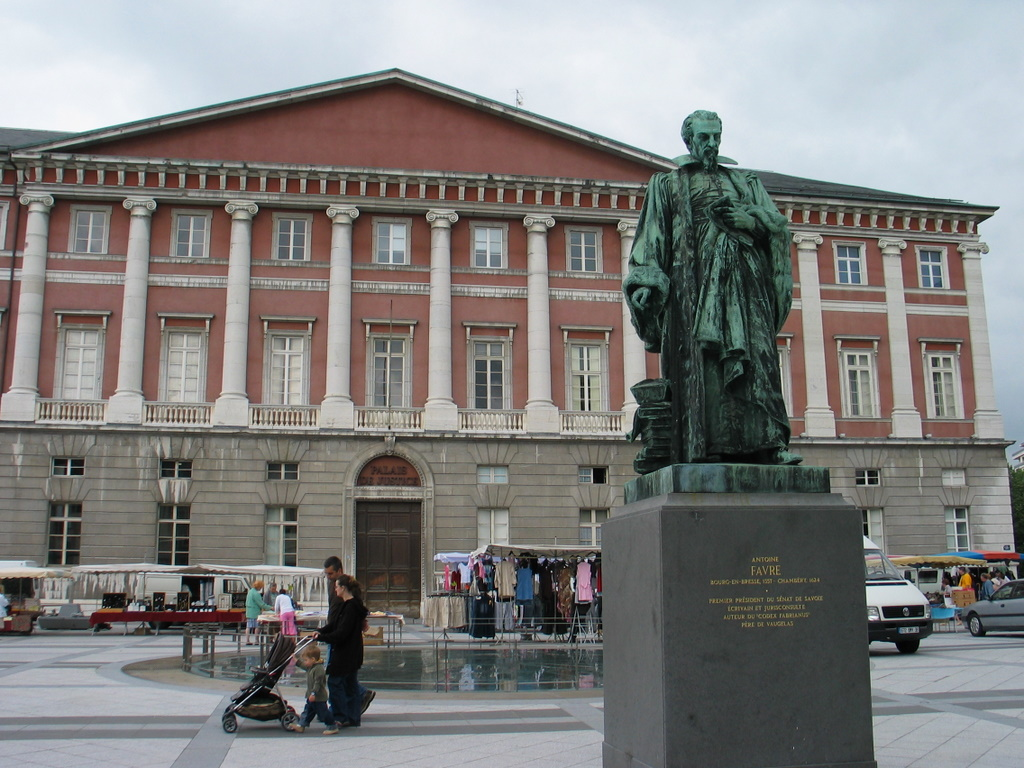
Antoine Favre, escultura central.
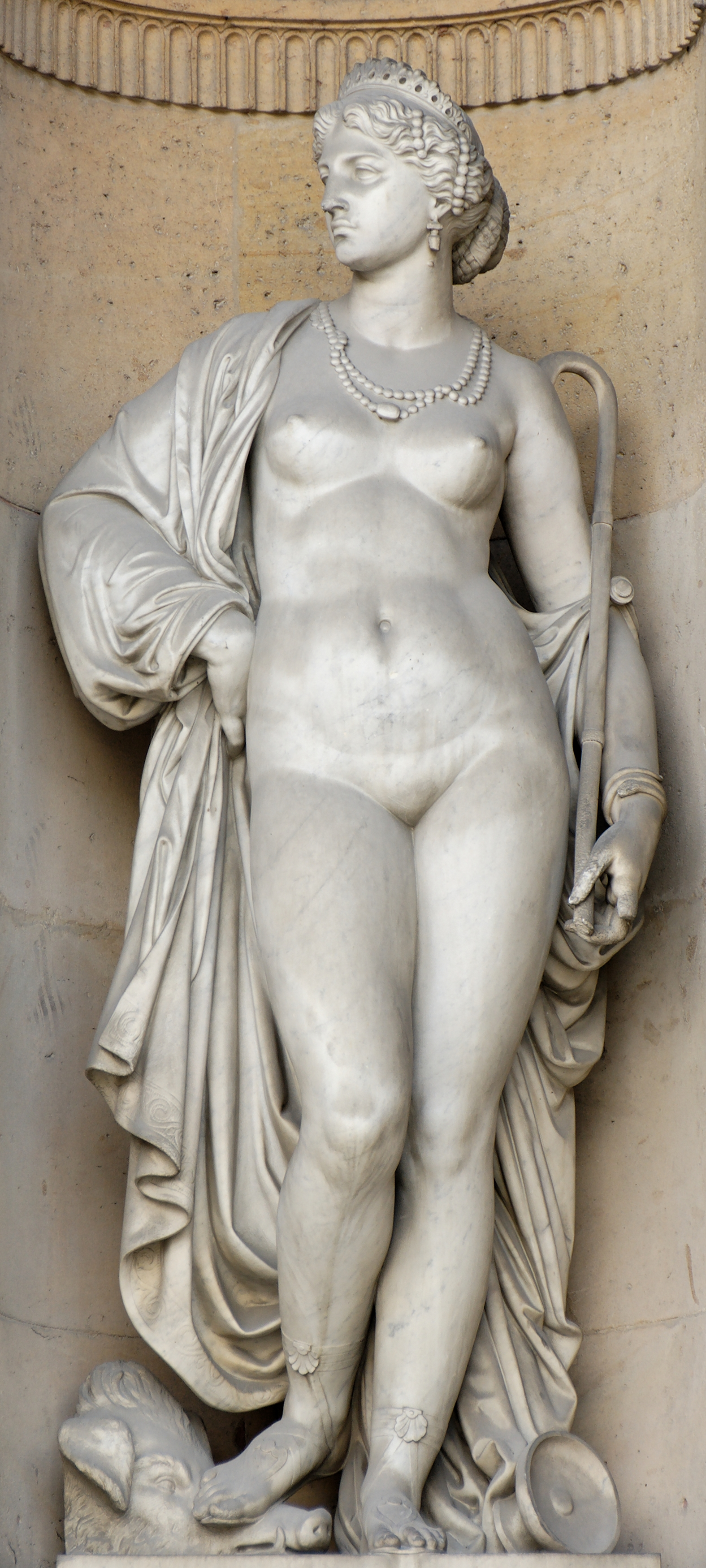
Circe en la fachada del Cour Carré del Louvre